# Nicoreni
Nicoreni è un comune della Moldavia situato nel distretto di Drochia di 3.420 abitanti al censimento del 2004